# Opus incertum (diktsamling)
Opus incertum är en diktsamling av Gunnar Ekelöf utgiven 30 oktober 1959.
Boken anknyter till och är en fortsättning på Ekelöfs "anti-poetiska" så kallade Strountes-diktning. Den latinska titeln har en dubbelmening som dels betyder "osäkert (konst)verk" och dels kan betyda ett romerskt murverk.

## Mottagande
"Var gång Gunnar Ekelöf ger ut en ny diktsamling ändrar den svenska lyriken sitt lopp; så enastående ter sig numera hans auktoritet, så fulltonig hans samklang med tidens stämningar" - Göran O. Eriksson i GHT.
"Det öppnar sig schakt och gruvhål på båda sidor om den som vandrar in i detta infernaliska landskap; men hoppet - eller glädjen, för att använda ett av Ekelöfs älsklingsord - blänker till som källvatten längst nere i botten" - Lars Forssell.